# Siedlung Westerhüsen

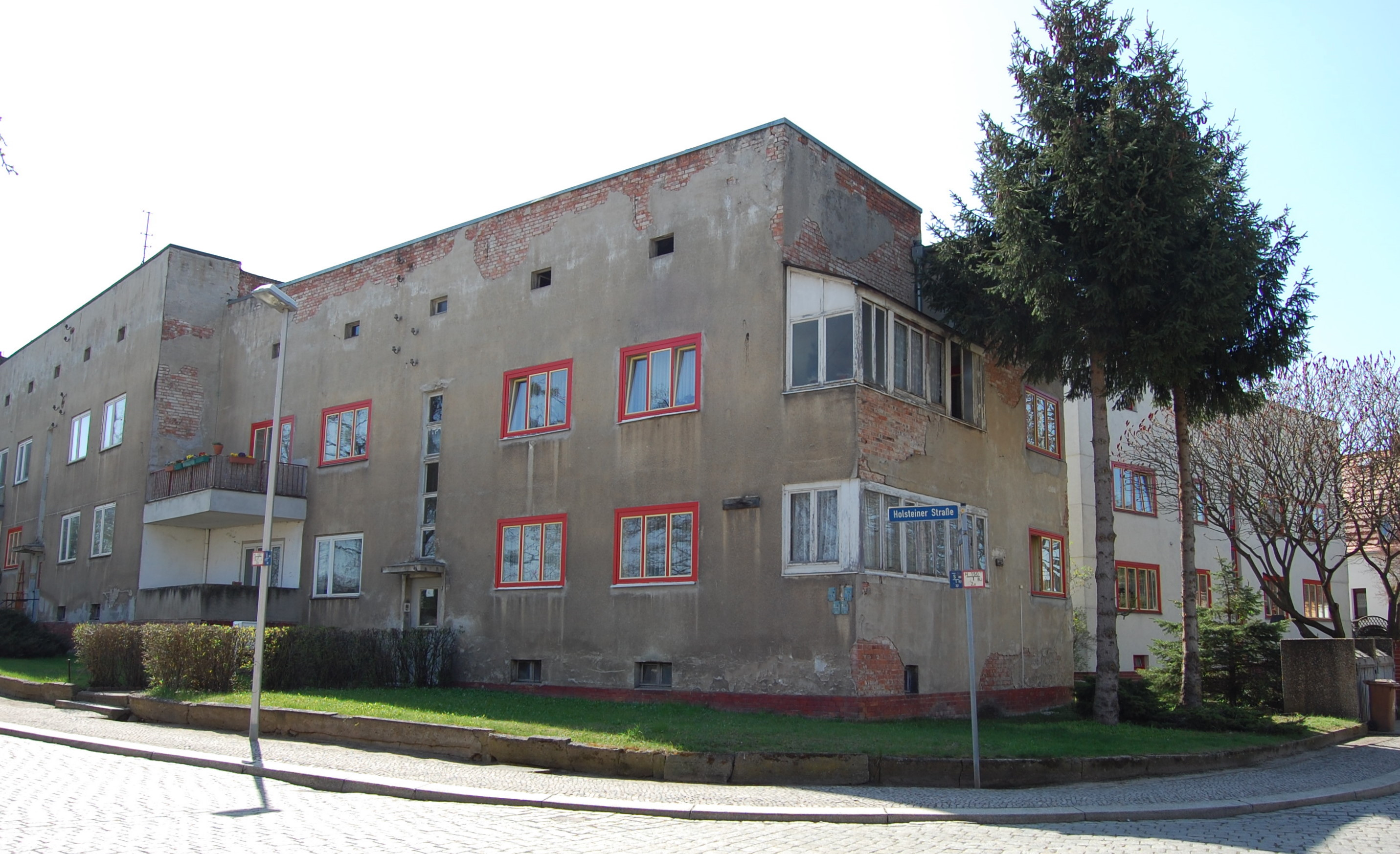
Denkmalgeschützte Häuser in der Holsteiner Straße

Die Siedlung Westerhüsen ist eine Wohnsiedlung im nordwestlichen Teil des Magdeburger Stadtteils Westerhüsen.

## Architektur und Geschichte

### Planung

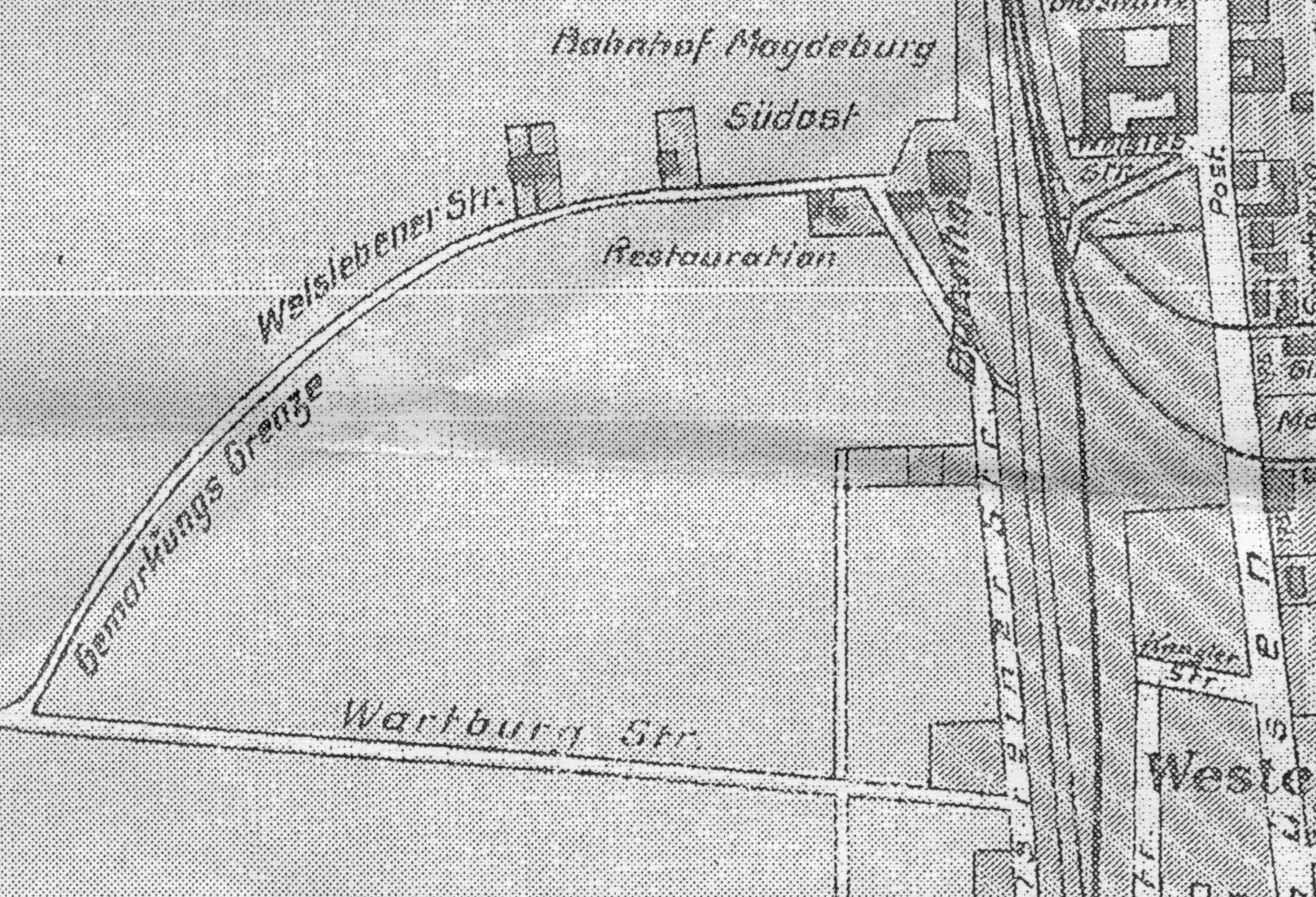
Stadtplan aus der Zeit nach Ende des Ersten Weltkrieges mit dem Gebiet der Siedlung Westerhüsen vor deren Bau. Lediglich der Bahnhof, das Cafe Kies und vereinzelte Häuser entlang der Welsleber Straße sind schon vorhanden.

Die etwa 15 bis 17 Hektar umfassende Siedlung entstand im Wesentlichen in den Jahren 1926 bis 1938 auf bis dahin weitgehend unbebautem Feld westlich des Bahnhofs Magdeburg Südost in räumlicher Nähe zu den weiter östlich an der Elbe entstandenen Industrieansiedlungen, von denen Fahlberg-List die bedeutendste war. Neben der Nähe zu den Arbeitsstätten sprach das Vorhandensein des Bahnhofs und die gute Erreichbarkeit der bereits etwas weiter östlich vorhandenen Straßenbahnstrecke für die Wahl des Gebiets als Standort für eine größere Wohnsiedlung. Die ab 1915 betriebenen Planungen erfolgten vor dem Hintergrund einer beabsichtigten großflächigen Stadterweiterung nach Süden. In der Gemarkung Westerhüsen, einem im Südosten Magdeburgs gelegenen Stadtteil, wären danach als Lückenschluss und unter Einschluss von Schönebeck (Elbe) in noch weit größerem Umfange neue Siedlungen erforderlich geworden. Man ging von einer Verdoppelung der Einwohnerzahl Magdeburgs auf etwa 500.000 Einwohner aus. Mit der Entwicklung der Industriegebiete im Norden der Stadt, mit den dort entstehenden Hafenanlagen, dem Mittellandkanal und der Autobahn verschob sich die städtebauliche Entwicklung, so dass eine Fortführung des Siedlungsbaus in Westerhüsen unterblieb und die landschaftlich reizvolle Lage in der Umgebung ländlich geprägter Bereiche erhalten blieb.

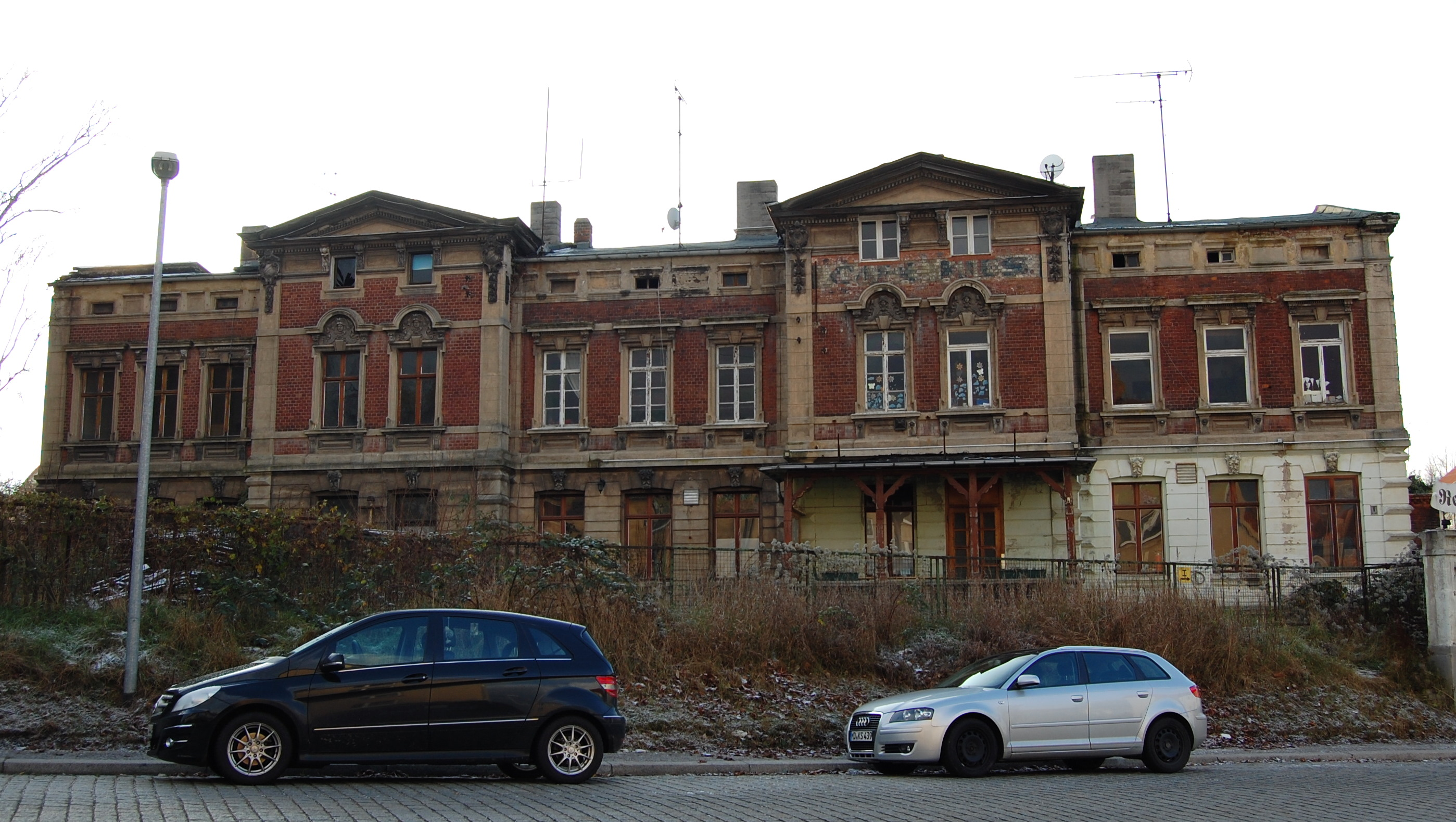
Cafe Kies

Trotz der dichten zeitlichen Folge der Bautätigkeiten kamen verschiedenste Baustile zum Einsatz. Vereinzelt finden sich auch Gebäude aus der Zeit der Jahrhundertwende vom 19. zum 20. Jahrhundert. Neben dem Bahnhof Magdeburg Südost und einigen ursprünglich isoliert auf der nördlichen Seite der Welsleber Straße stehenden Gebäude ist vor allem das Cafe Kies erwähnenswert. Zunächst war dann südwestlich, noch weiter in der offenen Feldflur, die erheblich kleinere Siedlung Arnold-Knoblauch-Straße entstanden.
In den Jahren 1924/25 wurden in der Welsleber und Holsteiner Straße Pflasterungs- und Kanalisationsarbeiten vorgenommen, die bereits im Eingemeindungsvertrag des Jahres 1910 vorgesehen waren, mit dem Westerhüsen Stadtteil Magdeburgs wurde. Der Siedlungsverband Neue Heimat e.G.m.b.H. hatte an der Welsleber Straße sechs Hektar Land erworben. Ein Bebauungsplan für das Gebiet zwischen Welsleber und Holsteiner Straße wurde im Februar 1926 festgesetzt. Hierbei war die heutige Weimarer Straße mit acht Meter breiten Vorgärten eingetragen und als Verbindungsstraße zwischen dem weiter südlich befindlichen Friedhof Westerhüsen und der nördlich gelegenen, zu Salbke gehörenden Metzer Straße, der heutigen Blumenberger Straße vorgesehen, wobei auch andere Genossenschaften mitwirkten. Die Bauführung oblag dem Siedlungsverband Neue Heimat der in Verbindung mit der Mitteldeutschen Heimstätte e.G.m.b.H. agierte.

### Baubeginn in der Gothaer Straße

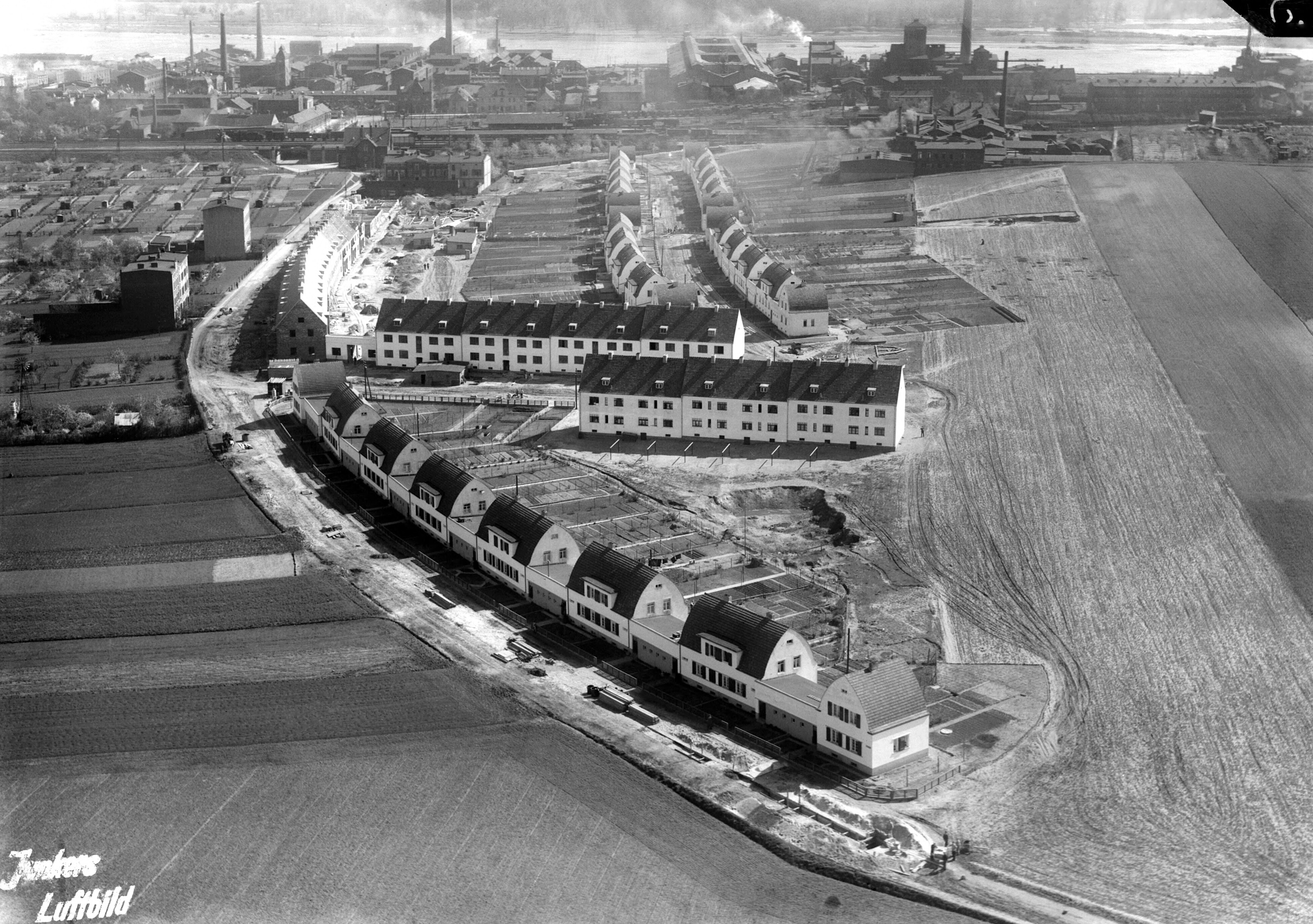
Mai 1927, Gothaer, Welsleber und Weimarer Straße sind bereits bebaut

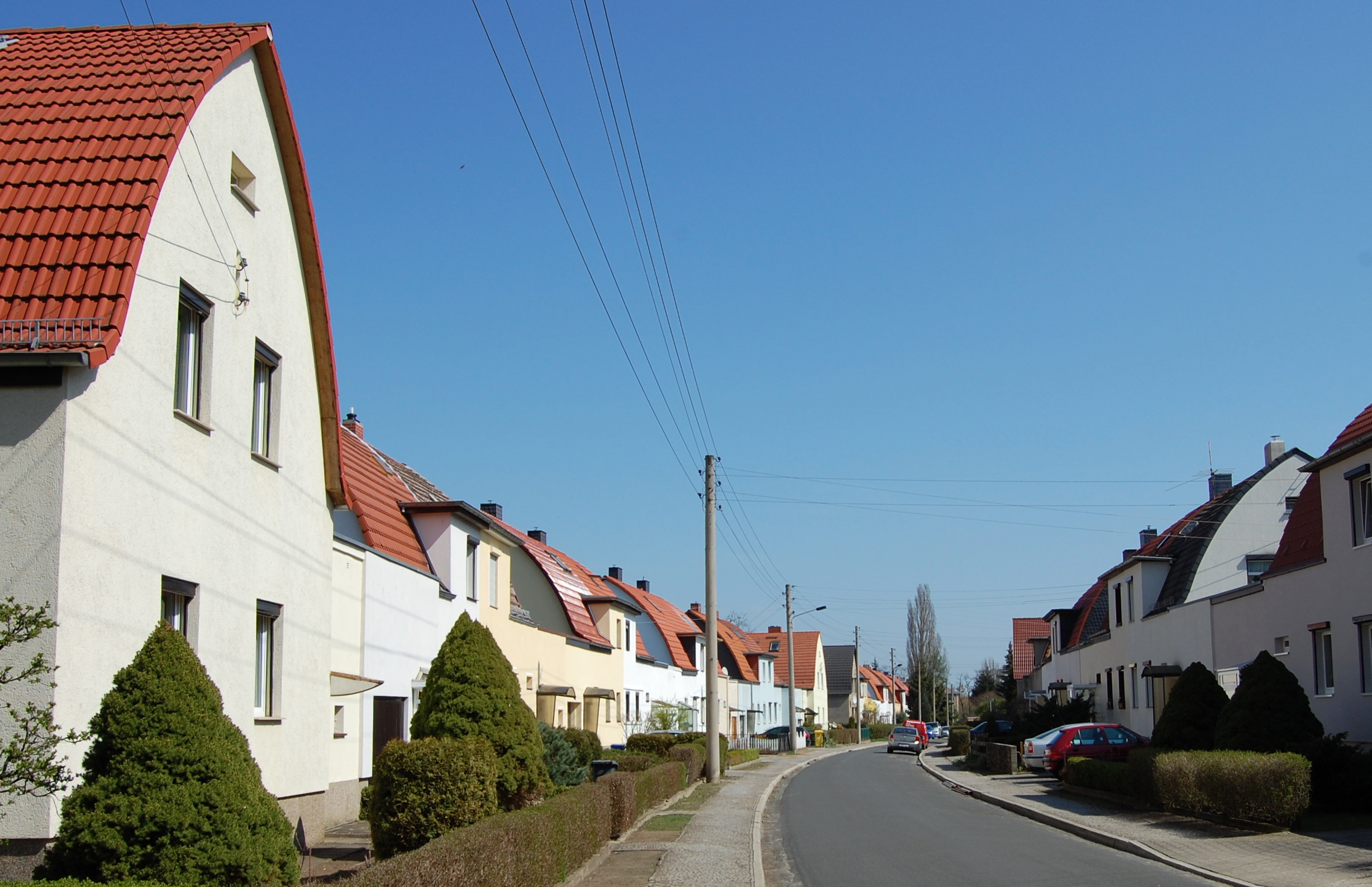
Gothaer Straße

Als erster Teil der Siedlung entstand im Jahr 1926 die Bebauung der Gothaer Straße durch die Siedlungsgenossenschaft des Reichsbundes der Kriegsbeschädigten, Kriegsteilnehmer und Kriegshinterbliebenen. Der Straßenverlauf orientiert sich, wie dies auch bei der Geraer Straße der Fall ist, am Verlauf einer Höhenlinie des in nordwestliche Richtung ansteigenden Geländes. In Fortführung der in der Siedlung Arnold-Knoblauch-Straße eingesetzten Bauweise entstanden Doppelhäuser mit einem halbrunden Zollingerdach. Allerdings wurden die Arbeiten verstärkt durch professionelle Baufirmen durchgeführt. Die mit ihrer Traufseite der Straße zugewandten Häuser sind durch flach gedeckte Anbauten miteinander verbunden, so dass, anders als in der Arnold-Knoblauch-Straße, eine geschlossene Bebauung entstand. Mit dem Giebel zur Straße stehende Einfamilienhäuser schließen die Bebauung ab. In gleicher Bauweise errichtete die Siedlungsgenossenschaft auch die Häuser auf der Südseite der Welsleber Straße zwischen Weimarer und Jenaer Straße. Die Häuser in der Gothaer Straße wurden häufig verhältnismäßig kurz nach ihrer Errichtung veräußert. Neben Kriegsgeschädigten gehörten vor allem Beamte und höhere Angestellte zu den Bewohnern der Häuser. Insgesamt waren Beamte und Angestellte jedoch in der Siedlung Westerhüsen im Verhältnis zu anderen ähnlichen Siedlungen eher unterrepräsentiert.
In der Zeit von 1926 bis 1928 entstanden mit Satteldach versehene zweistöckige Mehrfamilienhäuser in der Weimarer Straße und auf der Südseite der Welsleber Straße. Die Architektur dieser Gebäude wirkt konservativ. Die Gliederung der Fassade wurde ursprünglich durch eine einheitliche Einteilung der Fenstersprossen geprägt, die heute jedoch nicht mehr vorhanden ist. Die ersten Bewohner der Weimarer Straße waren vor allem Facharbeiter und Angestellte, darunter auch höhere Angestellte.

### Bauabschnitt Jenaer Straße

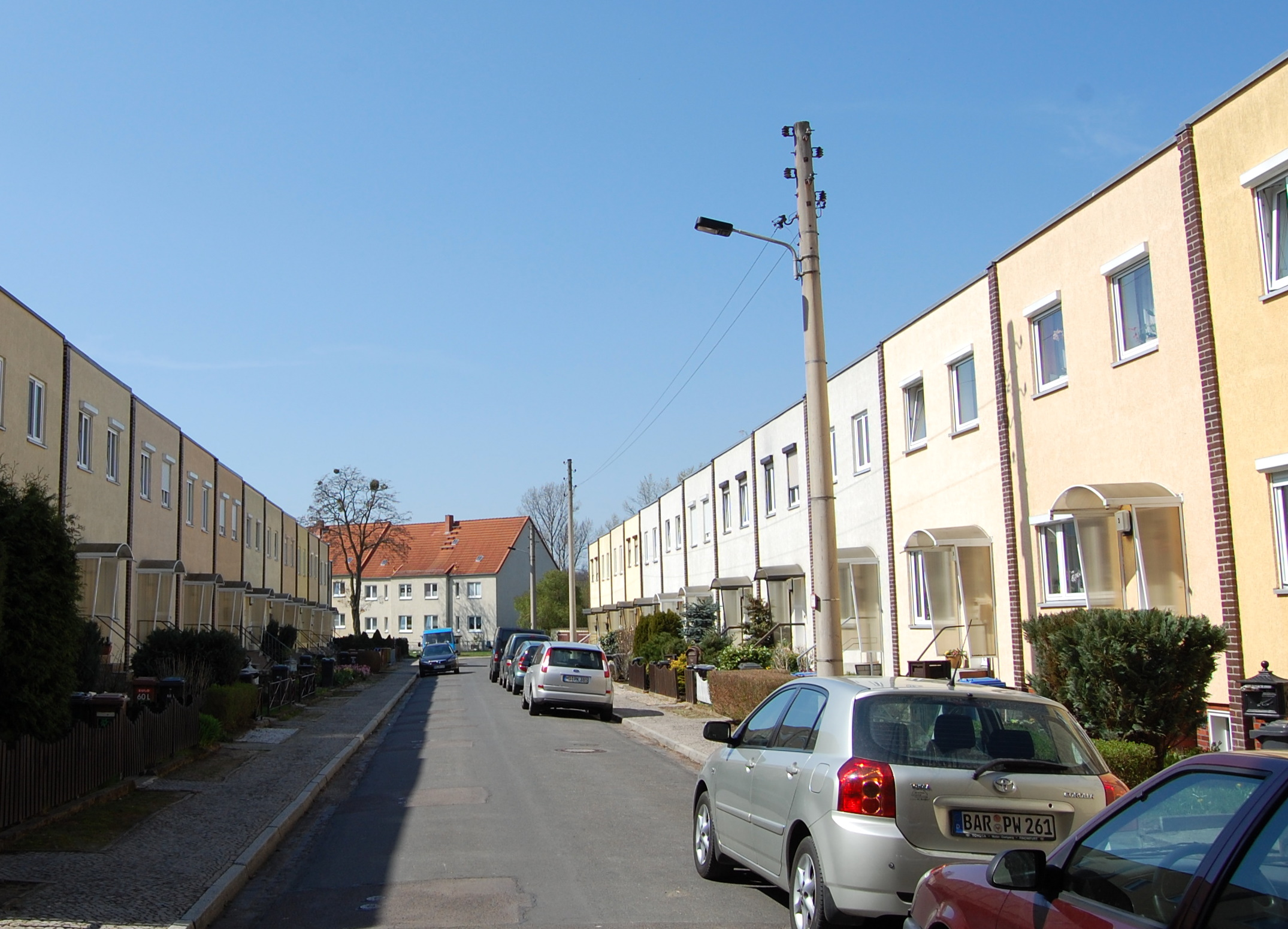
Jenaer Straße

Auch in der Jenaer Straße und im Bereich der Koburger Straße begannen die Bauarbeiten im Jahr 1926. Der Baustil unterscheidet sich jedoch grundlegend von den anderen Bauabschnitten, obwohl auch hier die Siedlungsgenossenschaft des Reichsbundes tätig war. Es entstanden geschlossene, zweistöckige und flachgedeckte Häuserzeilen in der Architektursprache des Neuen Bauens der 1920er Jahre. Die Gliederung der Fassaden erfolgt durch flache Bänder aus Klinkersteinen, die die einzelnen Häuser voneinander abgrenzen. Andere Gestaltungselemente wie farblich vom hellen Putz der Fassade abgesetzte Fenster sind heute nicht mehr erhalten. Auf der der Straße abgewandten Seite hatten die Häuser zum Garten hin jeweils einen kleinen Stall, dessen Dach zu gleich als Terrasse für das Obergeschoss dient. Entworfen wurden diese Häuser von Konrad Rühl und Gerhard Gauger. Zum Einsatz kam als neue Fertigungstechnik das Rapidbalkendeckenverfahren. Vor Ort gefertigte Stahlbetonbalken für Keller- und Geschossdecken wurden mit einem mobilen schienengelagerten Kran eingefügt. Auf diese Weise wurde auf den Einsatz der sonst üblichen Holzbalken verzichtet. Die Balken wurden in die tragenden Querwände eingespannt. Um das Gewicht zu Verringern befanden sich im Mittelteil der Balken Hohlräume. Die Häuser sind jeweils sechs Meter breit. Die Keller- und tragenden Querwände wurden aus größeren Steinen errichtet. Die Planung der Häuser umfasste auch Details der Inneneinrichtung. So war im Bereich zwischen Wohnzimmer und dem Windfang ein Einbauschrank vorgesehen.
Die optische Wirkung dieses Ensembles beruht auf der einheitlichen Gestaltung, die jedoch im Laufe der Nutzung entsprechend den individuellen Ansprüchen der Bewohner nur eingeschränkt fortbesteht. Die ersten Nutzer waren Kriegsinvaliden bzw. Witwen von im gefallenen Soldaten. Darüber hinaus gehörten auch qualifiziertere Arbeiter zu den Siedlern.
Ebenfalls im Stil des Neuen Bauens entstanden 1927 die Häuser Holsteiner Straße 2–6 und 1930 das Gebäude Gothaer Straße 2. Die jeweils denkmalgeschützten Gebäude verfügen über zweieinhalb bis drei Stockwerke und sind mit einem Flachdach versehen. Die Fassade der auf einem Sockel aus Klinkern ruhenden Häuser sind verputzt. Die Gebäude befinden sich in leichter Hanglage. Die kubisch gestalteten Baukörper sind gestaffelt angeordnet. Die Gliederung der Fassade erfolgt durch Loggien und Balkone. Die Fenster schließen auffällig bündig mit der Fassade ab und waren ursprünglich farblich vom Fassadenputz abgehoben.
Im Mai 1929 wurden Vorbereitungen für eine Erweiterung der Siedlung nach Süden vorgenommen. Welsleber und Weimarer Straße sollten bis zur Wartburgstraße verlängert werden. Letzteres wurde allerdings nie umgesetzt. Darüber hinaus wurde eine Parallelstraße südlich der Jenaer Straße vorgesehen. Die Koburger Straße wurde als südliche Parallelstraße dann im Mai 1931 festgesetzt. Eine in der ursprünglichen Planung vorgesehene Verbindungsstraße zwischen Welsleber Straße und heutiger Geraer Straße wurde aufgehoben, um die finanziellen Belastungen für die Neue Heimat zu verringern. An dieser Stelle blieb eine fußläufige Verbindung bis heute erhalten. Der ursprüngliche Name dieser dann nicht mehr umgesetzten Straße sollte Saalfelder Straße lauten und wurde später für eine kleinere Straße der Siedlung genutzt.
Ebenfalls 1930 wurden die architektonisch sehr einfach gehaltenen und mit verhältnismäßig kleinen Dreizimmer-Wohnungen ausgestatteten Häuser Geraer Straße 4–10 und 1931 dann auf der Südseite die Gebäude Geraer Straße 9–17 gebaut. Mitteldeutsche Heimstätte und Neue Heimat agierten inzwischen gemeinsam unter dem Dach des 1919 gegründeten Magdeburger Vereins für Kleinwohnungswesen. Ab 1931 wurde durch die Kürzung zuvor für die Bereitstellung günstigen Wohnraums vergebener Förderungen die Finanzierungssituation schwieriger.

### Baufortgang ab 1933

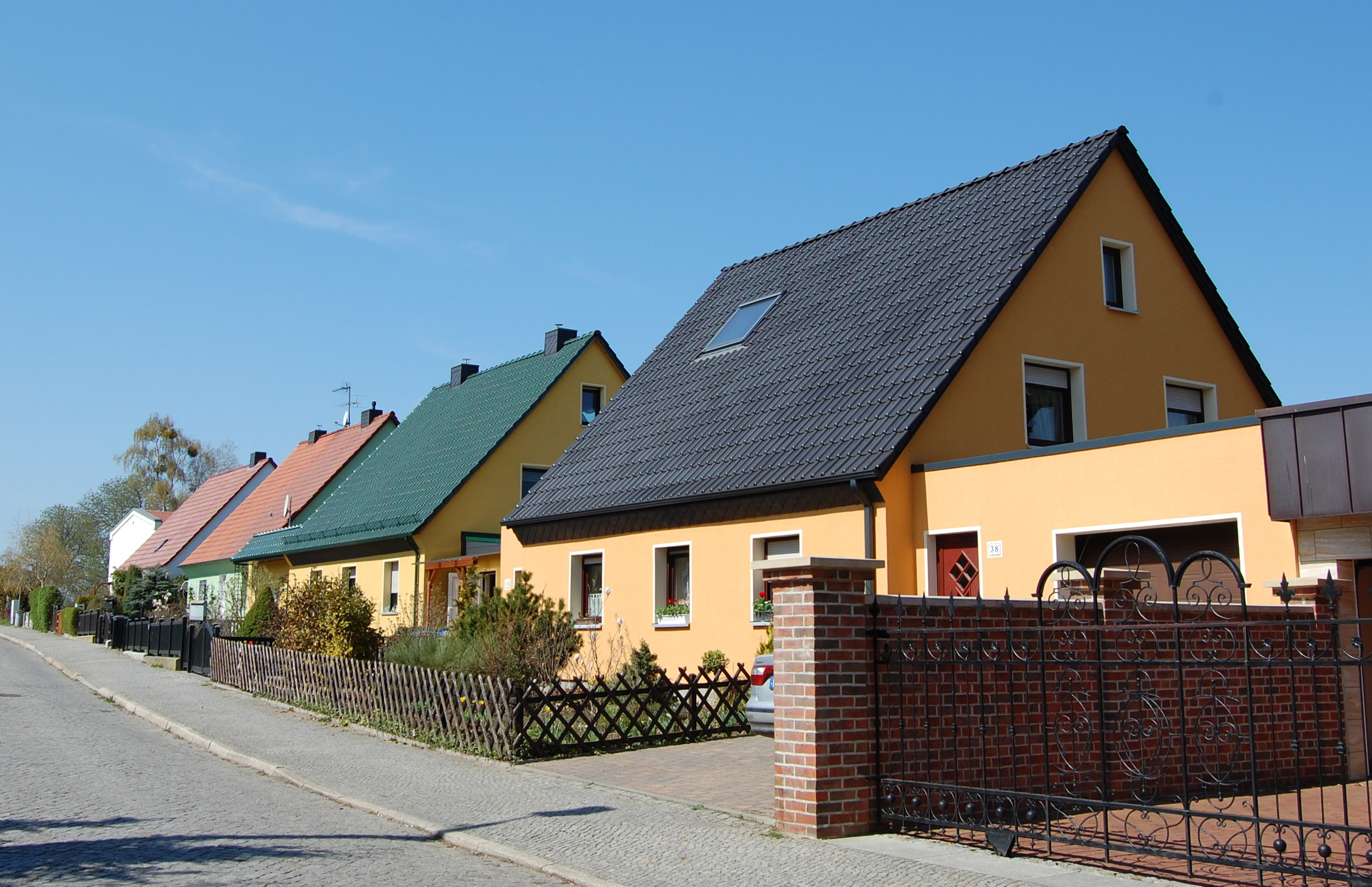
Häuser in der Geraer Straße, Gelände der ehemaligen Schraubenfabrik

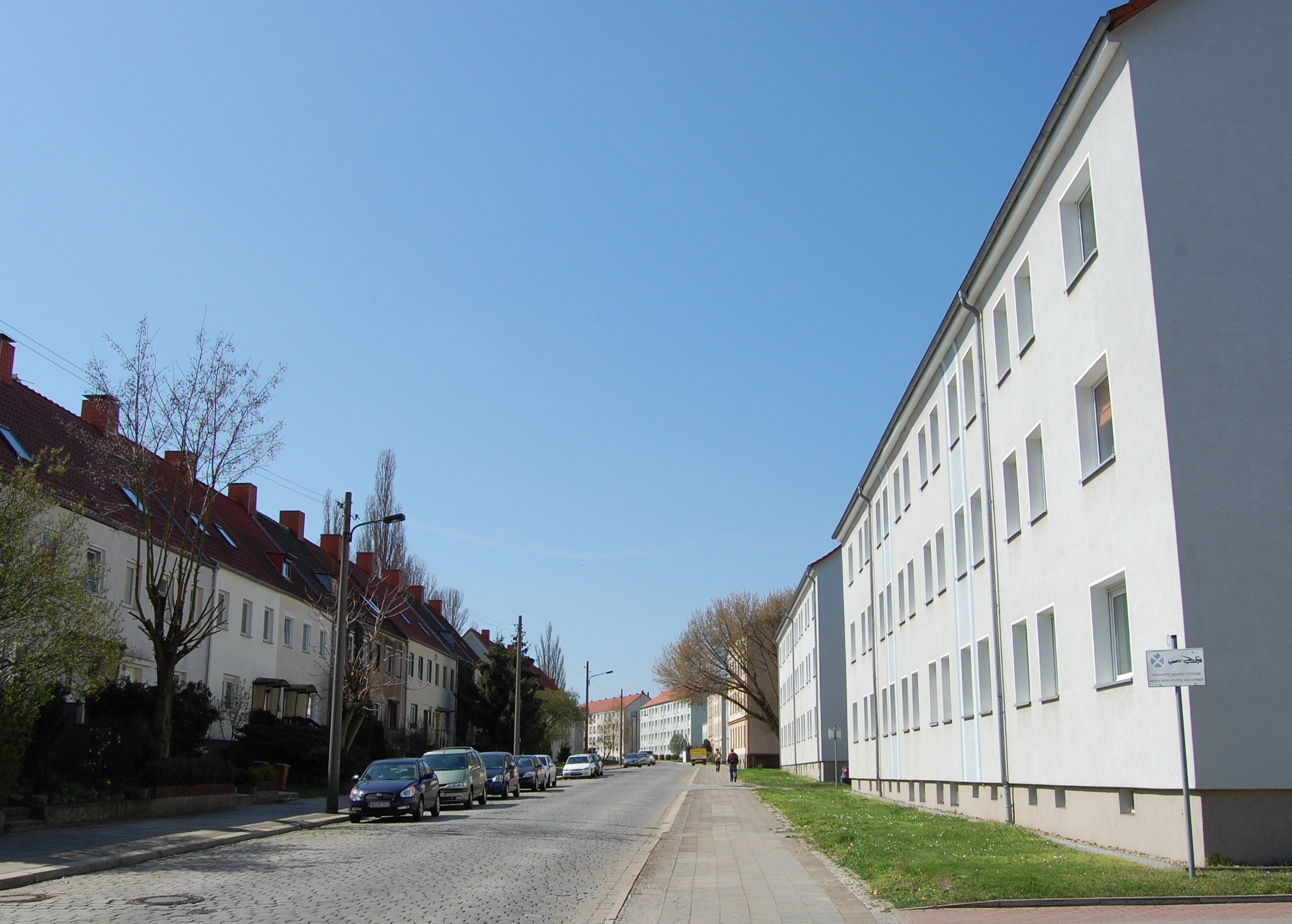
Welsleber Straße, rechts die in der DDR-Zeit entstandenen Mehrfamilienhäuser

In der Zeit des Nationalsozialismus wurde nur noch im geringen Umfang weitergebaut. 1933/34 entstanden nach Plänen des Architekten J. Hotz eingeschossige Doppelhäuser im nördlichen Teil der Mühlhäuser Straße. Die von F.W. Ferdinand Müller entworfenen Gebäude in der Ilmenauer Straße folgten 1934/35. Im Zeitraum 1936/37 wurde die nördliche Bebauung der Geraer Straße vervollständigt, wobei der Architekt J. Arnold die Gestaltung der 1930 entstandenen Häuser übernahm. Die Häuser der Geraer Straße wurden von höheren beamten und Angestellten genutzt. Im Jahr 1938 entstanden die sehr einfach gebauten eingeschossigen, mit Satteldach versehenen Einfamilienhäuser im östlichen Teil der Geraer Straße. Hinter einer direkten Bebauung an der Straße wurde noch eine weitere Häuserreihe in zweiter Reihe errichtet. In diesem Bereich befand sich seit 1899, mit der Erweiterung des Grundstückes Holsteiner Straße 10, auf dem noch heute die Fischersche Villa steht, eine Motoren- und Schraubenfabrik. Im Ersten Weltkrieg diente sie als Granatendreherei und beschäftigte 125 Menschen. Nach der Fabriksschließung im Jahr 1927 erwarb die Stadt Magdeburg 1929 das Areal und riss 1933 fast alle Gebäude ab, so dass das Gebiet als Kleinhaussiedlung für Obdachlose und kinderreiche Familien dienen konnte. Als letzte größere Maßnahme dieser Zeit wurden im gleichen Jahr die dreigeschossigen Mehrfamilienhäuser an der Nordostseite der Holsteiner Straße errichtet. Sie verfügen jeweils über ein Walmdach und schließen die Lücke zum Bahnhof Magdeburg Südost. Zugleich schirmen sie die Siedlung von der Bahnstrecke Magdeburg–Leipzig ab.
Erst 1960 kam es wieder zu einem größeren Bauvorhaben, in dem die Nordseite der Welsleber Straße mit verhältnismäßig großen drei- bzw. viergeschossigen Mehrfamilienhäusern bebaut wurde. Als Nachfolgerin des Siedlungsverbandes Neue Heimat war in der Siedlung die Wohnungsbaugenossenschaft Südost aktiv, die jedoch zu Beginn des 21. Jahrhunderts Insolvenz anmeldete. Während die Gebäude in der Gothaer Straße, Ilmenauer Straße, Mühlhäuser Straße und Teilen der Welsleber Straße zum Teil von Anfang an oder kurz nach ihrer Fertigstellung in privatem Eigentum standen, blieben die Gebäude der Jenaer Straße, Koburger Straße, der westlichen Geraer Straße, der nördlichen Geraer Straße und großer Teile der Welsleber Straße im Eigentum der Genossenschaften bzw. ihrer Rechtsnachfolger. Die Gebäude im östlichen Teil der Geraer Straße wurden nach dem Zweiten Weltkrieg privatisiert.
Anfang des 21. Jahrhunderts wurden die Gebäude an der Nordseite der Geraer Straße wieder abgerissen. Eine Neubebauung ist beabsichtigt.

## Ladennutzung
In der Wohnsiedlung bestehen nur wenige Ladenlokale, diese stehen heute zum Teil leer. In der Nähe des Bahnhofs besteht mit dem „Eis-Eck“ eine über die Siedlung hinaus frequentierte Eisdiele. Dort besteht seit 2012 auch wieder ein Bäcker und ein Frisör. Neben einer Gärtnerei war in der Welsleber Straße auch noch ein kleines Lebensmittelgeschäft vorhanden, das jedoch 2012 schloss. Noch bis in die 1990er Jahre waren auch ein Fleischer, Tabakgeschäft und eine Heißmangel vor Ort.

## Persönlichkeiten
Zumindest Ende der 1930er und Anfang der 1950er Jahre lebte der spätere SED-Politiker Hugo Baumgart (1906–1984) in der Welsleber Straße 168. In der Holsteiner Straße 4 lebte zumindest um 1950 der Grafiker Karl Heinz Leue (* 1920).